# Міста Фіджі
|  | Службовий список статей, створений для координації робіт з розвитку теми. Це попередження не встановлюється на інформаційні списки і глосарії. |

- Лабаса
- Сува
- Нанді
- Тавукі
- Лаутока
- Ломалома
- Ракіракі
- Наусорі
- Сінґатока
- Левука
- Мбута
- Мбуа
- Ваїєво

## Острови Фіджі
- Віті-Леву (найбільший острів)
- Вануа-Леву
- Ватулеле
- Ватоа
- Вануа-Лату
- Вануа-Мбалаву
- Мбенґа
- Моала
- Матуку
- Кадаву
- Коро
- Камбара
- Нгау
- Тавеуні
- Тотоя
- Тітіа
- Тікомбіа
- Лакемба
- о-ви Лау (північні)
- о-ви Лау (південні)
- Фуланга
- Овалау
- о-ви Ясава